# La quema de Judas
La quema de Judas és una pel·lícula de drama veneçolana de 1974 dirigida per Román Chalbaud. Va entrar en el 9è Festival Internacional de Cinema de Moscou.

## Argument
Jesús María Carmona pretén atracar un banc disfressat de policia. Tanmateix, alhora un grup guerriller assalta el mateix banc. Jesús Maria, per tal de protegir la seva coartada, assumeix el paper de policia i és mort pels guerrillers. Alhora és considerat un heroi nacional i la policia li ret honors com a exemple a seguir. Tanmateix, s'acaba descobrint la seva veritable identitat, i per aquest motiu al seu barri el consideren un traïdor (un Judes) i el cremen en efígie.

## Repartiment
- Miguel Ángel Landa (Teniente Jesus Maria Carmona)
- Claudio Brook (Dr. Gregorio Herrera)
- María Teresa Acosta (Doña Santisima Carmona)
- Hilda Vera (La Danta)
- Arturo Calderón (Don Ganzúa)
- William Moreno (Jeremias Rafael Gómez)
- Rafael Briceño (Don Alfonso)
- Eladio Lares (Periodista de TV)
- Pablo Gil (Pablo Quintero "Poncio")
- Raul Medina (José Carmona)
- Jesus Maella (Señor Ministro)
- Veronica Doza (Novia de José)
- Renato Gutiérrez (Delincuente)
- María Inojosa (Sra. María López)
- Roberto Colmenares (Actuación Especial)
- José Ignacio Cabrujas (Actuación Especial)
- Gilberto Pinto (Actuación Especial)
- Eduardo Cortina (Actuación Especial)
- Nancy Soto (Actuación Especial)